# Ed Brubaker
Ed Brubaker (Bethesda, Maryland, 1966. november 17. –) amerikai képregényíró és rajzoló.

## Pályafutása
Íróként dolgozott az Egyesült Államok két legnagyobb kiadójának, a Marvel és a DC Comics-nak több sorozatán is. Legismertebb írásai közé tartoznak a Batman, a Daredevil, a Captain America, az Uncanny X-Men, az Immortal Iron Fist, a Catwoman, és a Gotham Central sorozatok egyes történetei.

## Magyarul megjelent művei
- Alvilág; ill. Sean Phillips; Vad Virágok Könyvműhely, Újhartyán, 2021 
  - 1. Gyáva
  - 2. Lawless
  - 3. A halott és a haldokló
- A tél katonája. A teljes gyűjtemény; rajz. Butch Guice, Michael Lark, ford. Sepsi László; Fumax, Budapest, 2022

## Díjai és elismerései

### Jelölések
- 1993 – Az Eisner-díj jelöltje a „legjobb író-rajzoló csapat” kategóriában (Best Writer-Artist Team) az An Accidental Death című képregényfüzetért[16]
- 1997 – Az Ignatz-díj jelöltje a „kiemelkedő képregényalbum vagy gyűjtemény” kategóriában (Outstanding Graphic Novel or Collection) az At the Seams című képregényért[17]
- 1999 – Az Eisner-díj jelöltje a „legjobb író” (Best Writer) és a „legjobb minisorozat” (Best Mini-Series) kategóriáiban a Scene of the Crime című képregényért[18]
- 2007 – Az Eisner-díj jelöltje a „legjobb sorozat” (Best Continuing Series) kategóriában a Daredevil és a Captain America sorozatokért[19]

### Díjak
- 2000 – Prism-díj a Catwoman 17–19. számaiban megjelenő Disguises című történetért[20]
- 2004 – GLAAD Média-díj a „kiemelkedő képregény” (Outstanding Comic Book) kategóriájában a Catwoman-sorozatért[21]
- 2006 – Harvey-díj a „legjobb író” (Best Writer) kategóriában a Captain America-sorozatért[22]
- 2007 – Eisner-díj a „legjobb író” (Best Writer) kategóriában a Daredevil, a Captain America és a Criminal sorozatokért, valamit a „legjobb új sorozat” (Best New Series) kategóriában a Criminal-ért[23]
- 2007 – Harvey-díj a „legjobb író” (Best Writer) kategóriában a  Daredevil-ért[24]
- 2008 – Eisner-díj a „legjobb író” (Best Writer) kategóriában a Captain America, a Criminal, a Daredevil és az Immortal Iron Fist sorozatokért